# Akio Toyoda
Akio Toyoda (豊田章男, Toyoda Akio, nascido em 3 de maio de 1956) é o neto do fundador da Toyota Motor Corporation, Kiichiro Toyoda, e atual presidente e diretor executivo desta companhia. Ele recebeu seu MBA do Babson College.